# Cubaris truncata
Cubaris truncata är en kräftdjursart som beskrevs av Walter E. Collinge 1920. Cubaris truncata ingår i släktet Cubaris och familjen Armadillidae. Inga underarter finns listade i Catalogue of Life.